# テイルズ オブ ザ ワールド なりきりダンジョン2
『テイルズ オブ ザ ワールド なりきりダンジョン2』は、2002年10月25日にナムコから発売されたゲームボーイアドバンス（GBA）用RPG。

## 概要
『テイルズ オブ』シリーズの1つである『テイルズ オブ ファンタジア なりきりダンジョン』に続く、「なりきりダンジョン」シリーズの第2作。本作ではタイトル末尾のフレーズが「ワールド」に替わり、『テイルズ オブ ファンタジア』だけでは無く、『テイルズ オブ』シリーズ全体を内包する作品として位置づけられた。よって、本作では（本作発売以前に出た）歴代の『テイルズ オブ』シリーズ（『テイルズ オブ ファンタジア』『テイルズ オブ デスティニー』『テイルズ オブ エターニア』）のパーティキャラクターが総登場する。
前作と同様、男女2人の主人公が服を着てその職業や人物になりきる「なりきり師」としての力を用い冒険していく。プラットフォームがゲームボーイカラーからゲームボーイアドバンスになったことで、グラフィックなどの面はそれまでの『テイルズ オブ』シリーズに近いものになった。戦闘についても、参加キャラクターは3人までだが従来のリニアモーションバトルに近い形式となっている。
本作以前のシリーズのパーティキャラクターは漏れなく参加しており、彼らと共にパーティを組んで冒険ができる。主人公であるフリオとキャロは控えに回せないなどの制限はあるが、服を着ることでそれらのキャラクターになりきることもできるため、自分の好みで歴代キャラクターたちを自由に組み合わせて戦うことも可能。また、普段のイベントでは歴代キャラクターたちの作品を越えた掛け合いを見ることができる。さらに、ダオスやリリス、セルシウスといったサブキャラクターや、ナムコのゲームのキャラクターなどになりきる服も存在し、それらでパーティを組むこともできる。

## システム
街の人々や、シリーズキャラクターから「アイテムを取ってきてほしい」「魔物を倒してきてほしい」などの依頼を聞き（クエスト）、それを完了させることで通貨やアイテムなどを入手する。これを繰り返すことで発生する「ストーリークエスト」をクリアしていくことでストーリーは進む。戦闘システムはコマンド式の前作と違い、対戦格闘ゲームのようにリアルタイムで戦闘が進行する。
なりきりシステムについては、前作ではキャラクター自体にレベルが設定され、着用するコスチュームによって能力値が変化するというものだったが、本作ではコスチュームごとにレベルが設定されている。コスチュームはベースとなる服に「ルーツ」というアイテムを付与することで新たなものを作成できる。コスチュームにはそれぞれ3つまで様々な効果を発揮する「ボーナスアビリティ」をつけることができる。
シリーズキャラクター毎に設定されている「好感度」が高くなると、そのキャラクターと共に敵を一定数倒す「修行」を頼まれることがある。修行中に得た経験値によって終了時に10段階の評価がされ、評価によって着ているコスチュームの能力値が上昇したり、そのキャラクターのコスチュームを作るためのルーツが貰えることもある。

## ストーリー
世界の中心に位置する巨大な樹・世界樹の恵みによって、永きに渡り平和が保たれていた異世界ユグドラース。だがいつの頃からか世界樹の力は衰えて行き、各地に魔物が増え始める。世界樹の加護を失った世界は、もはや滅亡に瀕していた。世界樹の女神達はこの危機を打開すべく、別の世界から様々な勇者をユグドラースに呼び寄せ、その力を借りた。しかし、この世界を真に救うことができるのは、この世界に生まれ育った者のみであった。
そんなある日、女神達を祭る大樹の神殿に少年と少女が訪れた。毎年アナスイの花が咲く頃に行われる成人の儀を間近に控えた2人だが、今年はまだ花が咲いていない。少年と少女は成人の儀を迎えるためにアナスイの花を咲かせてもらおうと、神殿に祈りを捧げに来たのであった。女神達は清い心を持った2人を、この世界を救う勇者となる「希望の子」と見定め、特別な力を授ける。それは、あらゆる人物に「なりきる」力であった。
少年と少女はこの不思議な力を使い、数々の勇者達と力を合わせてユグドラースを救うことを決意する。

## 登場キャラクター
スタッフロールでは声優名しか表記されておらず、公式サイトで表記されているフリオ・キャロ・サナトス以外は表記されていない。

### オリジナルキャラクター
フリオ・スヴェーン
声 - 菅沼久義
本作の主人公の一人。魔物の襲来で両親を亡くし、レグニアの町の教会で育った15歳の少年。明るく前向きな性格で、考えるよりもまず行動するタイプ。好奇心旺盛であるため、何事にも積極的に関ろうとする。自分を育ててくれた教会の負担を減らすべく、早く職に就いて働きたいと考えている。現在は町の鍛冶屋で修行中の身である。
キャロ・オランジェ
声 - 有島モユ
本作の主人公の一人。フリオと同じ境遇から、教会に住む15歳の少女。フリオと比べて大人びた性格で、真面目でしっかり者なところもフリオとは正反対だが、実際にはお互いとても仲が良く息もピッタリである。フリオのことは憎からず想っているようだが、年頃のせいか素直になれないでいる。将来の夢は服を作る仕事に就くこと。
エイダ
「未来」を司る世界樹の女神。大樹に実を付ける役目を持ち、いわば大樹の枝と葉の役割。かつて世界を喰い尽くそうとした「竜」と戦い、妹達と共に平和を取り戻した。優しくも威厳に満ちた雰囲気を持つ。
ステラ
「現在」を司る世界樹の女神で、3姉妹の三女。シエルが見た世界をエイダに伝える役目を持ち、いわば大樹の幹の役割。シエルが大事に思っていた人間達に興味を持ち、ステビア服飾店の店主として変装して現れ、フリオ達のサポートをする。
シエル
「過去」を司る世界樹の女神で、3姉妹の次女。数多の世界を見渡す役目を持ち、いわば大樹の根の役割。世界を守るために「竜」と戦って命を落としたと言われている。
サナトス
声 - 日髙のり子
本作のラストボス。人を滅ぼそうとする謎の少年。強大な力を持ち、フリオやキャロ達と敵対する。その正体は竜の守護精霊の生まれ変わり。竜は人の負の具現化「毒の実」を喰らい滅ぼす精霊だったが、毒の実が増えた影響で暴走。女神シエルによって討たれる事となる。その際に正じたエネルギーが力尽きたシエルを媒介にしてサナトスが生まれた。目覚めた彼は傍らにいたシエルを母親だと思い込むが、彼女は心を失っており、その原因を人間がシエルを竜の生贄にしたからだと考え(サナトスに竜だった頃の記憶は残っていない)人間に対して復讐心を抱くようになった。最終決戦では、フリオとキャロが人間を信じる事に激怒し、戦いに挑むが、敗北。シエルに看取られて消滅する。
竜
サナトスの前世。破壊を司る守護精霊。しかし破壊するのは人の負から生まれた「毒の実」であり、ユグドラースの生物達に害を与える存在ではない。しかし千年前の暴走により、後世には「世界を滅ぼそうとした邪竜」として語り継がれる事になってしまう。

ライエル
レグニアの町の長老。温厚でとても博識な人物。魔物が増えた現状を憂えている。孫のエレインのことは、目に入れても痛くないほど可愛がっている。
ポルポル
町の鍛冶屋の親方。酒と博打が大好きだが、鍛冶職人としての腕は確か。いわゆる頑固親父で乱暴な性格なものの、弟子のフリオのことは常々気に掛けている。
ローズ
町の酒場パブ･ローズの女主人。その優しさと美貌で絶大な人気を誇る。町の人々のことをいつも気に掛けており、フリオとキャロにとっても母親のような存在である。
シスターミル
町の教会のシスターで、恵まれない子供達を引き取って育てている。フリオとキャロの育ての親。清らかで心優しい女性だが、幼い頃は結構おてんばだったとか。
シェフベック
喫茶店カフェ・ベックのマスター。ワンダーシェフになることを目指している。日夜料理の修業に励む熱意は本物だが、その創作志向は少々刺激的過ぎるものがある。
フンダクル
町の雑貨屋フンダクル商店の店主。仕事一筋、商売命で生きてきた根っからの商人。そのせいで妻に逃げられており、現在は息子のガメルと2人で商売を営んでいる。
ガメル
フンダクルの息子。親譲りの商魂の持ち主で、危険なダンジョンにも構わずやって来ては商売を行うたくましい少年。親子共々、関西弁で話す。チェルシーを一途に想っている。
ステビア
新規開店したステビア服飾店の店主。色々な服を仕立てるには、彼女の協力が必要不可欠である。仕立ての技術は確かだがやや抜けた性格で、謎めいたところもある。
レオニス
レグニアの町を守る騎士団の長で、赤い鎧を身にまとった男。尊大な態度のために町の人々からの評判はあまり良くないが、町の平和を守ろうとする意志は強い。
メンデル
騎士団の一員で、レオニスの弟。青い鎧を身にまとった男。騎士としての実力は超一流で兄を上回るが、気弱すぎる性格が災いして本来の力を発揮できていない。
グライド
騎士団の一員で、レオニスとメンデルの弟。緑の鎧を身にまとった男。兄達と違ってマイペースな性格で、何故か剣の腕より料理の腕を磨くことに余念がない。
エレイン
ライエルの孫娘で、同年代のキャロとは大の仲良し。夢見がちで惚れっぽい性格で、常に素敵な男性を追いかけており、その恋が失恋に終わっても決してめげない。
エッダ
噂好きの少女で、常に新しい話題を求めてレグニアの町を所狭しと駆け回っている。その耳の早さは、もはや町の情報源と言っても過言ではないほど。
ルッツ
レグニアの町に住む少年で、いつも情報を集めている事情通。フリオに負けず劣らず好奇心が旺盛で、危険なダンジョンにも臆することなく探検に出かける。
ジャン
教会で暮らす少年で、フリオの弟分。まだまだ遊びたい盛りのやんちゃな悪ガキ。ルシアのことが気になっているが、素直になれずついイタズラをしてしまう。
ルシア
教会に住む子供達の中では最年少の少女。幼いながらも立派におつかいなどをこなす頑張りやさん。将来はフリオのお嫁さんになることが夢らしい。

### シリーズキャラクター
歴代シリーズのキャラクターは世界樹の女神によって呼び出された勇者として、フリオとキャロに力を貸してくれる。その設定や性格も、それぞれの作品のものとほぼ同様である。

#### テイルズ オブ ファンタジア
クレス・アルベイン
アルベイン流剣術の若き師範。優しく真面目な性格で、周囲の人々から慕われている。
ミント・アドネード
神官の家系に生まれた法術師の少女。戦いでの気丈さと、人々を癒す優しさを持つ。
クラース・F・レスター
マイペースで博識な魔法学者。研究に没頭するあまり、変わり者扱いされることも。
アーチェ・クライン
ハーフエルフの魔法使い。非常に明るい性格で、喜怒哀楽の激しいトラブルメーカー。
チェスター・バークライト
クレスの幼馴染にして親友の弓使い。クレスとは互いにライバルと認め修行に励む。
藤林すず
幼いながらも忍者の頭領として生きる少女。感情を表に出すことはほとんどない。
アミィ・バークライト
チェスターの妹。しっかり者で家事全般をこなす。クレスに恋心を抱いていた。トーティス襲撃において命を落とす。本作品では本人は登場せず、なりきり服が作れるのみ。
ダオス
恐るべき力を持つ謎の異星人。幻の城の地下、伝説降臨の間にたたずんでいる。

#### テイルズ オブ デスティニー
スタン・エルロン
辺境の村で育った大らかな青年剣士。意志を持つ剣、ソーディアン・ディムロスを持つ。
ルーティ・カトレット
レンズを狩るレンズハンターで、金にがめつい少女。ソーディアン・アトワイトを持つ。
フィリア・フィリス
静かな性格の元司祭で、古代の歴史を研究している。ソーディアン・クレメンテを持つ。
ウッドロウ・ケルヴィン
紳士的な性格で、文武両道に優れた若き国王。ソーディアン・イクティノスを持つ。
リオン・マグナス
卓越した剣技に加え、どこか影を持つ少年剣士。ソーディアン・シャルティエを持つ。
マリー・エージェント
ルーティと行動を共にしているレンズハンター。猛々しい女戦士だが、家庭的な一面も。
チェルシー・トーン
ウッドロウを慕う明るい性格の少女。まだ幼いながらも弓使いとしての実力は一級品。
ジョニー・シデン
いつも陽気で明るい青年。貴族の生まれだが、故あって吟遊詩人として旅をしている。
マイティ・コングマン
己の肉体のみでチャンピオンにまで上り詰めた巨漢。短気で粗暴だが頼りがいがある。

#### テイルズ オブ エターニア
リッド・ハーシェル
狩人として育った少年。根は優しいがマイペースな性格で、面倒ごとに関わるのを嫌う。
ファラ・エルステッド
快活で前向きだが、少々お節介な少女。見かけによらず格闘技の腕は超一流である。
キール・ツァイベル
晶霊学を学ぶ、研究心に溢れる若き学士にして晶霊術士。リッドとファラとは幼馴染。
メルディ
能天気でやや無鉄砲な性格の少女。相棒のクィッキーとはいつも一緒に行動している。
チャット
大海賊の子孫で、自分の血筋に誇りを持つ少女。機械いじりのエキスパートでもある。
フォッグ
レジスタンスのリーダーで、口下手で実直な豪傑。強面だが可愛いものに目がない。
レイス
洗練された剣技を誇る青年。王族の血を引きながら、行商人として各地を巡っている。
セルシウス
氷の力と格闘術を使う氷の大晶霊。万年氷洞の地下、凍神の間にたたずんでいる。
ワルキューレ
光の力で戦う神の女戦士。試練の塔の最上階、異世界神の間にたたずんでいる。

## 小説
テイルズ オブ ザ ワールド なりきりダンジョン2
2002年12月30日初版発行（19日発売）、ISBN 4-08-630107-5
スーパーダッシュ文庫（集英社）より刊行。著者は工藤治、イラストは松竹徳幸。ゲーム版でストーリーに全くからまなかったダオスを中心にストーリーは進む。シリーズキャラクターはダオスと『ファンタジア』のパーティーキャラクター6人が登場。『デスティニー』からはスタンが名前のみ登場し、『エターニア』からの登場はなし。
これは、短いページの中には3作品のキャラクターはとても入りきらないと判断されたため。執筆に当たり、工藤は『ファンタジア』を再プレイし、結城聖の『テイルズ オブ ファンタジア なりきりダンジョン』を読んで設定の勉強をした。

## 関連書籍
- テイルズ オブ ザ ワールド なりきりダンジョン2 オフィシャルガイドブック ISBN 4-7577-1227-8
- GBA版 テイルズ オブ ザ ワールド なりきりダンジョン2 ISBN 4-08-779202-1

## 他のシリーズ作品との関連
テイルズ オブ ザ ワールド レディアント マイソロジー3 / 2011年2月10日発売
シリーズキャラクター共演作品。クエストの依頼人としてジャン、ルシア、ガメル、フンダクルが登場。